# Rik de Voest
Rik de Voest (ur. 5 czerwca 1980 w Mediolanie) – południowoafrykański tenisista specjalizujący się w grze podwójnej, reprezentant w Pucharze Davisa.

## Kariera tenisowa
Jako zawodowy tenisista występował w latach 1999–2014.
W grze pojedynczej wygrał 6 turniejów kategorii ATP Challenger Tour.
W grze podwójnej wygrał 2 turnieje rangi ATP World Tour. Najpierw w sezonie 2007, wspólnie z Ashleyem Fisherem, w Pekinie, a drugi, razem z Dmitrijem Tursunowem, w 2009 roku w Dubaju. W tym samym sezonie osiągnął również finał turnieju w Johannesburgu (wspólnie z Fisherem).
W latach 2002–2014 reprezentował kraj w Pucharze Davisa, rozgrywając 46 meczów (27 wygrał oraz 19 przegrał).
W rankingu gry pojedynczej Rik de Voest najwyżej był na 110. miejscu (21 sierpnia 2006), a w klasyfikacji gry podwójnej na 39. pozycji (6 kwietnia 2009).

### Finały w turniejach ATP World Tour
| Legenda                                      |
| -------------------------------------------- |
| Wielki Szlem                                 |
| Igrzyska olimpijskie                         |
| Tennis Masters Cup / ATP Finals              |
| ATP Masters Series / ATP Tour Masters 1000   |
| ATP International Series Gold / ATP Tour 500 |
| ATP International Series / ATP Tour 250      |

#### Gra podwójna (2–1)
| Końcowy wynik | Nr | Data             | Turniej      | Nawierzchnia | Partner          | Przeciwnicy                  | Wynik finału       |
| ------------- | -- | ---------------- | ------------ | ------------ | ---------------- | ---------------------------- | ------------------ |
| Zwycięzca     | 1. | 16 września 2007 | Pekin        | Twarda       | Ashley Fisher    | Chris Haggard Lu Yen-hsun    | 6:7(3), 6:0, 10–6  |
| Finalista     | 1. | 8 lutego 2009    | Johannesburg | Twarda       | Ashley Fisher    | James Cerretani Dick Norman  | 7:6(7), 2:6, 12–14 |
| Zwycięzca     | 2. | 1 marca 2009     | Dubaj        | Twarda       | Dmitrij Tursunow | Martin Damm Robert Lindstedt | 4:6, 6:3, 10–5     |